# Ouanessa Younsi
Ouanessa Younsi est une psychiatre, poétesse et professeure canadienne née le 29 mai 1984 d'une mère québécoise et d'un père algérien. Elle a publié plusieurs recueils de poésie aux éditions Mémoire d'encrier.

## Biographie
Parallèlement à sa carrière littéraire, Ouanessa Younsi exerce la psychiatrie à l'Hôpital du Sacré-Coeur de Montréal. Elle obtient son doctorat en médecine de l'Université Laval en 2008. Ouanessa rêve d'écrire depuis son enfance, mais se tourne vers la médecin afin de satisfaire les attentes de son père, un immigrant d'Algérie.
Son essai Soigner, aimer, publié en 2024 aux Presses de l'Université de Montréal, aborde les passerelles entre sa pratique de la psychiatrie et sa pratique littéraire.
Avant de s'installer à Montréal, elle a travaillé comme psychiatre à Sept-Îles et à Kuujjuaq,.
En 2024, elle figure parmi les membres du jury du Prix de poésie Radio-Canada, aux côtés de Louise Dupré et Jean-Philippe Raîche.

## Œuvres

### Poésie
- Soigner, écrire, Presses de l'Université de Montréal, 2024, 184 p. (ISBN 9782760651456)
- Soigner, aimer (format poche)  (préf. Jean Désy), Mémoire d'encrier, coll. « LEGBA », 2023, 162 p. (ISBN 978-2-89712-938-5)
- Quand je vis, Mémoire d'encrier, coll. « Poésie », 2023, 138 p. (ISBN 978-2-89712-935-4)
- Métissée, Mémoire d'encrier, coll. « Poésie », 2018, 92 p. (ISBN 978-2-89712-604-9)
- Soigner, aimer, coll. « Chronique », 2012, 138 p. (ISBN 9782897123963)
- Emprunter aux oiseaux, coll. « Poésie », 2010, 90 p. (ISBN 9782897122294)
- Prendre langue, coll. « Poésie », 2007, 70 p. (ISBN 9782923713441)

### Collectifs
- Ouanessa Younsi et Louise Dupré, Nous ne sommes pas des fées, Mémoire d'encrier, 2022, 121 p. (ISBN 978-2-89712-831-9)
- Isabelle Duval (dir.) et Ouanessa Younsi (dir.), Femmes rapaillées, coll. « Anthologie secrète », 2012, 240 p. (ISBN 9782897123697)

## Réception critique
Son essai Soigner, écrire a été accueilli favorablement par la critique. Elle remporte notamment le Prix de la revue Études françaises 2024.

## Adaptations
Son recueil Métissée a été traduit en anglais sous le titre Little Wet-Paint Girl en 2022.

## Prix et honneurs
- 2024 : Lauréate du Prix de la revue Études françaises, pour Soigner, écrire[11]
- 2017 : Finaliste du Prix littéraire du Gouverneur général, pour Soigner, aimer1
- 2017 : Finaliste du Prix Hubert Reeves, pour Soigner, aimer1
- 2017 : Finaliste du Prix Hubert Reeves, pour Soigner, aimer1